# Кармазин, Александр Леонидович
Александр Леонидович Кармазин (род. 3 декабря 1939, Мена, Черниговская область) — советский хозяйственный деятель, Герой Социалистического Труда.

## Биография
Родился 3 декабря 1939 года в городе Мене.
Окончил курсы трактористов при Менской машинно-тракторной станции.
В 1955—1965 годах — механизатор, в 1965—1991 годах — звеньевой механизированного полеводческого звена колхоза имени И. Д. Сидоренко Менского района Черниговской области Украинской ССР.
Указом Президиума Верховного Совета СССР от 4 марта 1982 года присвоено звание Героя Социалистического Труда с вручением ордена Ленина и золотой медали «Серп и Молот».
Живёт в Мене.

## Награды
- Медаль «Серп и Молот» (04.03.1982);
- Орден Ленина (15.12.1972, 04.03.1982);
- Орден Октябрьской Революции (08.12.1973);
- Орден Знак Почёта (30.04.1966);
- Государственная премия Украинской ССР за выдающиеся достижения в труде (1988).